# 李暾海
李 暾海（イ・ドネ、朝鮮語: 이돈해/李暾海、1916年6月25日 - 1994年7月26日）は、大韓民国の教育者、政治家。第6代韓国国会議員。本貫は陽城李氏。

## 経歴
日本統治時代の京畿道江華郡出身。京城徽文高等普通学校（現・徽文高等学校）、京城師範学校演習科、国学大学（現・高麗大学校）国文科卒。江華中学校長、江華教育区教育監、漢栄中高等学校（のちに分離）長、民主共和党中央常任委員・院内副総務、国会議員、国会文教公報委員長を歴任した。
1994年7月26日、ソウル市道峰区の自宅で老衰により死去。享年80。